# Kavelstorf
Kavelstorf ist seit dem 7. Juni 2009 ein Ortsteil der Gemeinde Dummerstorf im Landkreis Rostock in Mecklenburg-Vorpommern (Deutschland).

## Geografie
Kavelstorf liegt zehn Kilometer südöstlich von Rostock, zwischen der unteren Warnow sowie den Warnow-Zuflüssen Kösterbeck und Zarnow. Teile der Täler dieser drei Gewässer sind als Naturschutzgebiete ausgewiesen.
Zur ehemals selbständigen Gemeinde Kavelstorf gehörten die Ortsteile Griebnitz, Klingendorf und Niex.

## Geschichte
Am 1. Juli 1950 wurde die bis dahin eigenständige Gemeinde Griebnitz eingegliedert.
Von 1987 bis 1989 befand sich in Kavelstorf ein geheimes Lager, in dem von der Internationalen Messtechnik Import-Export GmbH (IMES), einem Teil des Bereichs Kommerzielle Koordinierung, Kriegswaffen für den Export gelagert wurden.

## Kirche

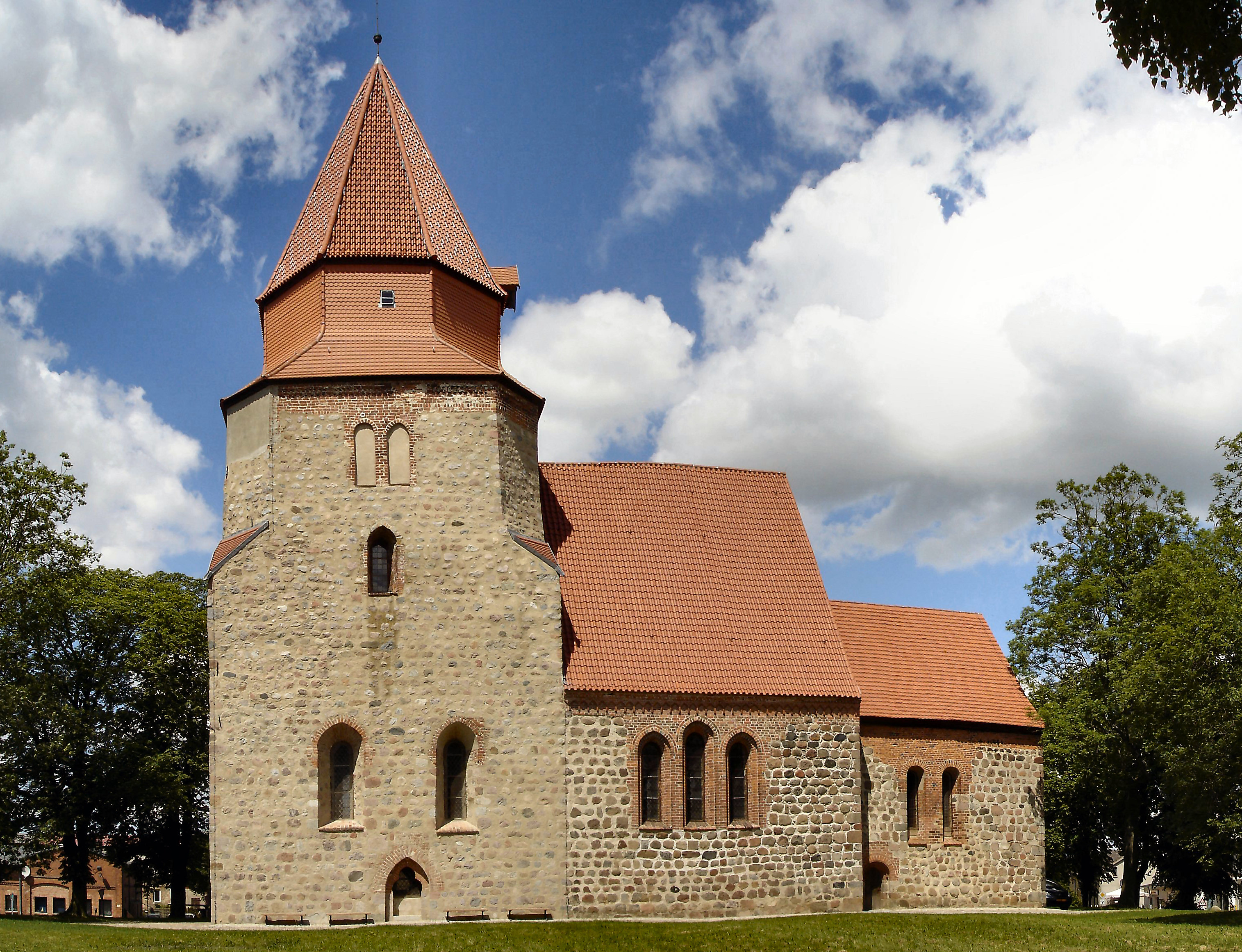
Dorfkirche Kavelstorf

Bemerkenswert ist die Dorfkirche aus dem 13. Jahrhundert. Die Wände sind aus Feldsteinen errichtet. Erbauer waren westfälische Siedler, die um 1225 Kavelstorf gründeten. Wegen des wuchtigen, quadratischen Turmes ist zu vermuten, dass die Kirche im Mittelalter den Dorfbewohnern als Wehrkirche diente. Im Altarraum ist die Ostwand von zwei in Putz-Ritz-Technik angefertigten Bildern aus der Entstehungszeit der Kirche geschmückt. Sie stellen die Grablegung und die Himmelfahrt Christi dar. Diese Bilder wurden erst 1985 wiederentdeckt. Die Fenster im Altarraum sind romanisch, die im Kirchenschiff und Turmraum weisen schon gotische Elemente auf.
Seit 2000 dient die Kirche als Autobahnkirche.

## Verkehrsanbindung
Kavelstorf liegt an der Bahnstrecke Neustrelitz–Warnemünde sowie der Bahnstrecke Rostock–Rostock Seehafen Nord. Erstgenannte ist in das Netz der S-Bahn Rostock eingebunden (S 3 Rostock–Güstrow); letztgenannte Bahnstrecke dient nur dem Güterverkehr.

Durch die unmittelbare Lage am Autobahnkreuz Rostock A19 und A20 ist Kavelstorf gut an das überregionale Straßennetz angeschlossen.

## Persönlichkeiten
- Johann Wilhelm von Vietinghoff (1682–1738), mecklenburgischer Generalmajor der Kavallerie, königlich preußischer Kammerherr und Gutsherr auf Reetz, in Kavesltorf gestorben
- Philipp-August von Amsberg, braunschweigischer Nationalökonom, wurde 1788 in Kavelstorf geboren.
- Wolfgang Methling, mecklenburgischer Landespolitiker, wurde 1947 in Kavelstorf geboren.
- Franz-Heinrich Beyer, evangelischer Theologe und Religionspädagoge, war von 1975 bis 1981 Pfarrer in Kavelstorf.